# غاري كيمبل (لاعب كرة قدم أمريكية)
غاري كيمبل (بالإنجليزية: Garry Kimble)‏ هو لاعب كرة قدم أمريكية أمريكي، ولد في 5 أبريل 1963 في ليك تشارلز في الولايات المتحدة.

## وصلات خارجية
- غاري كيمبل على موقع مرجع كرة القدم المحترفة.كوم (الإنجليزية)